# Pyrinia tenuilinea
Pyrinia tenuilinea es una especie de polilla de la familia Geometridae. La especie fue descrita por primera vez por William Warren habiendo sido descrita en 1905, con distribución en Colombia. El sintipo de la especie fue descrita en el sector Canache de Cundinamarca. Tiene gran parecido con otra especie descrita por Walker, de Brasil, Pyrinia incensata, estructuralmente se diferencia por la ausencia de la fóvea en el ala anterior.

## Descripción
Es una polilla mediana con una envergadura de 26 milímetros (1 plg). Las alas anteriores son de color cobrizo fulvoso, teñido de oliva, el tercio apical es oliva parduzco y oscuro. El borde costal del ala, por su parte, es ocre pálido con finas marcas negras oblicuas. El área costal del ala, por encima de la vena subcostal,: Notas 1  es más color ocre oliva. Todo el ala cuenta con finas estrías transversales oscuras.
Las alas posteriores son de color cobre brillante, sin el tinte oliva con una línea fina y ligeramente curvada justo después del centro, que no sobrepasa la vena 7.: Notas 1  El fleco es de color fulvo brillante.
La cabeza, tórax y abdomen son de color fulvo brillante. La cara es más oscura, blanca en la base.